# Фалери

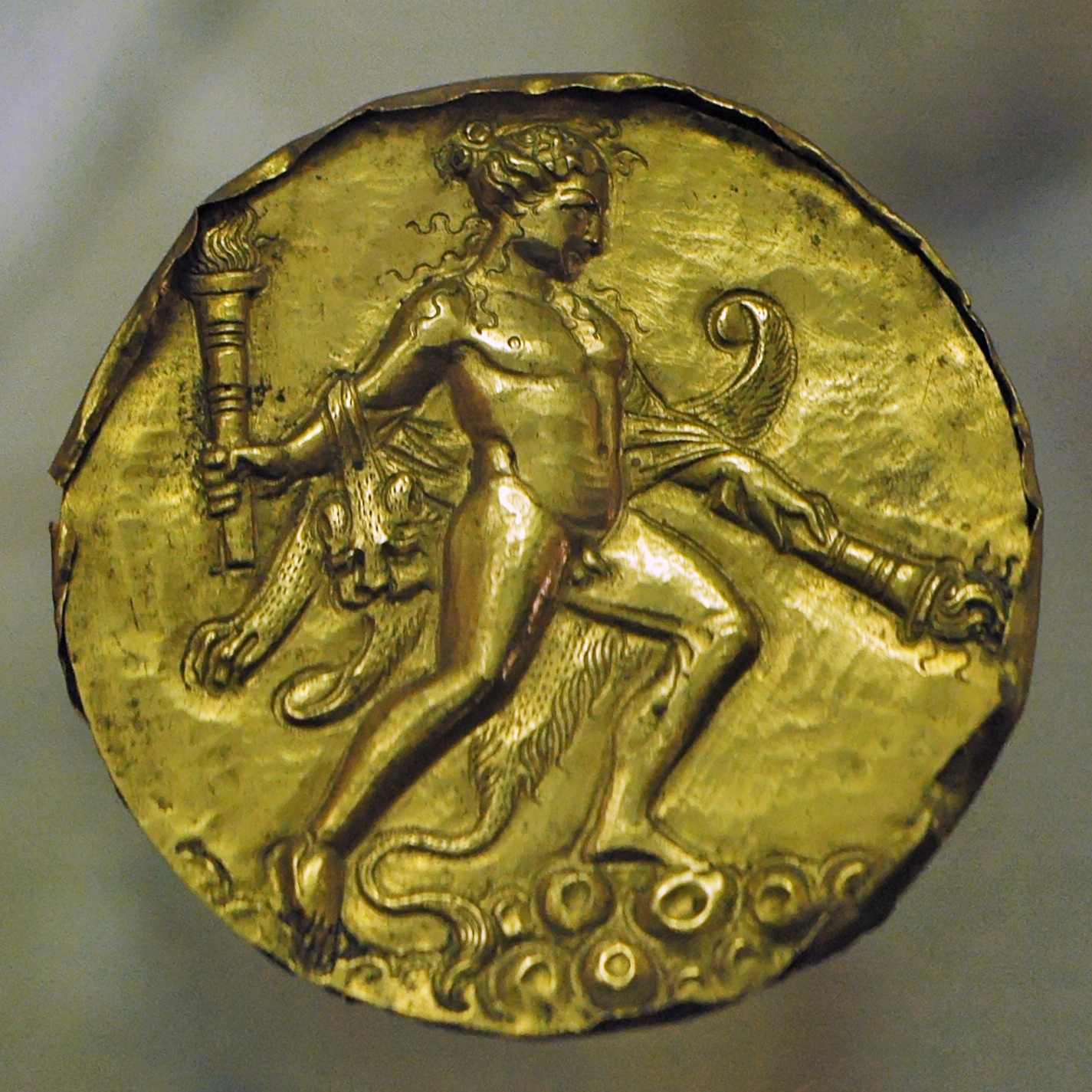
Фалера зі зображенням Діоніса

Фа́лери (лат. phalerae, однина — phalera) — великі та малі пластинки круглої або овальної форми, діаметром 4-7 см. У Стародавньому Римі їх використовували для прикрашення кінської збруї, а надалі — як військову нагороду, аналог сучасних медалей.

## Історія
Фалери мають давньогрецьке походження, у Стародавній Греції слово «фаларон» (φάλαρον, множина — φάλαρα) первісно означало блискучу металеву бляху, яка прикрашала або зміцнювала шолом воїна, надалі її стали застосовувати як застібку на воїнських обладунках і як прикрасу кінської збруї. Зображення верхових і запряжених коней з такими пластинками зустрічаються на багатьох давньогрецьких вазах.
Від грецьких колоністів на Апеннінському півострові фалари (перетворившись на «фалери») стали відомі етрускам, які уживали це слово вже в іншому значенні — «медалі». Від етрусків вони були перейняті й римлянами. У Римі IV ст. до н. е. фалери — тільки знак належності до посади, нарівні з золотим перснем їх уживали як відзнаку сенаторів. Але незабаром фалери стають і військовими нагородами. За часів Республіки ними нагороджували лише вершників. Відомо, що коли Ганнібал захопив римський табір після битви при Каннах, здобич карфагенян становило срібло, «що знаходилося переважно на кінських фалерах».

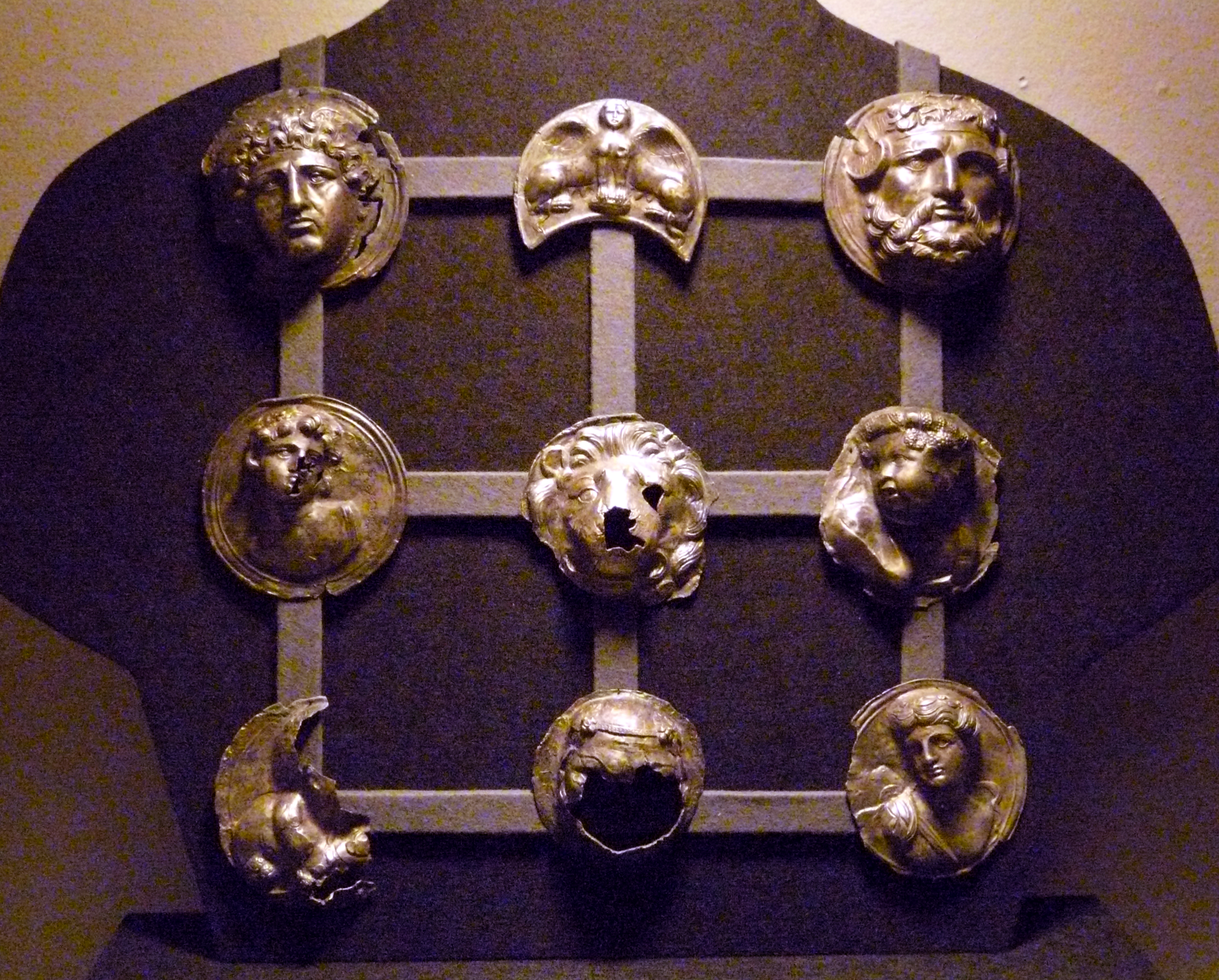
Фалери з музею «Замок Лінн» поблизу Крефельда (Німеччина)

Римські фалери були дуже різноманітні за своїм оформленням: гладкі і пласкі, з ґульками посередині або розхідними від центру колами. Їх робили з різних матеріалів: срібла, бронзи (часто позолоченої), коштовного або півкоштовного каміння, скла. На фалерах робили різноманітні зображення, часто зустрічаються голови Медузи Горгони, Марса, Мінерви, Юпітера, а також голови сфінкса і лева.
Скляні фалери, зазвичай з темно-синього скла, деякі археологи не вважають нагородами. Наразі відомі трохи понад 70 зразків скляних фалер. На них зображені людські голови, здебільшого чоловічі, часто разом з дітьми. Припускають, що це можуть бути зображення імператорів з династії Юліїв-Клавдіїв та їхніх синів, а також їхніх дружин. Поширені портрети Тиберія та Клавдія, а також полководця Германіка — батька Калігули. Якщо металеві фалери зустрічаються у наборах, по кілька штук, то скляні трапляються рідко та частіше поодинці.
Для носіння фалер їх зі зворотного боку споряджали дротяними петельками. Фалери кріпилися на плечових ременях у місцях їхнього перехрещування.

## Інше
- Від слова «фалери» походить і термін «фалеристика» — наука, що займається вивченням нагородних знаків.
- Phalera — рід метеликів родини Зубницеві. Назва роду не пов'язана з фалерами, а утворена від дав.-гр. φάλαρος («з білими плямами»).

## Галерея

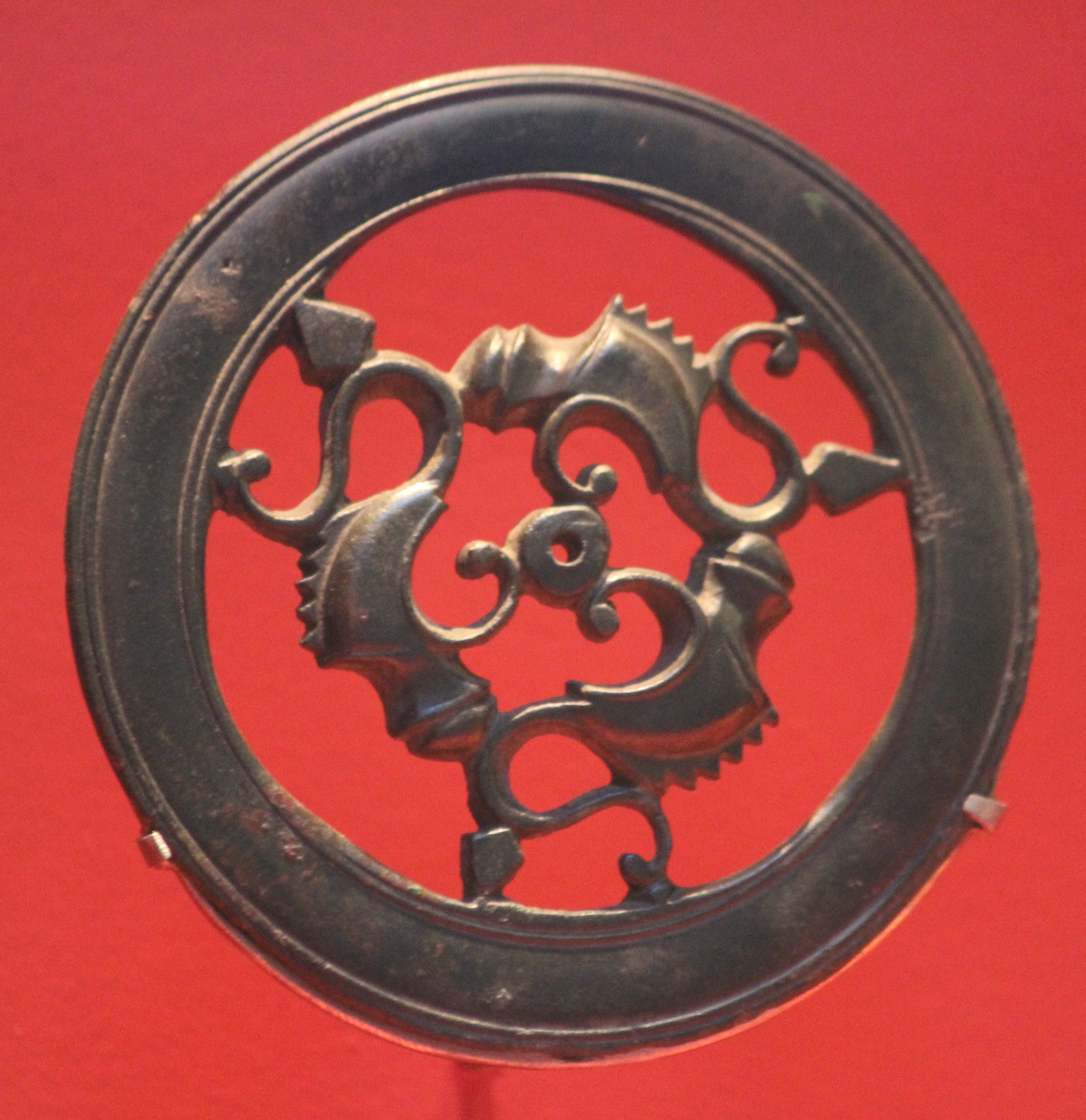
Ажурна фалера з морськими кониками. Музей Бретані (Франція)
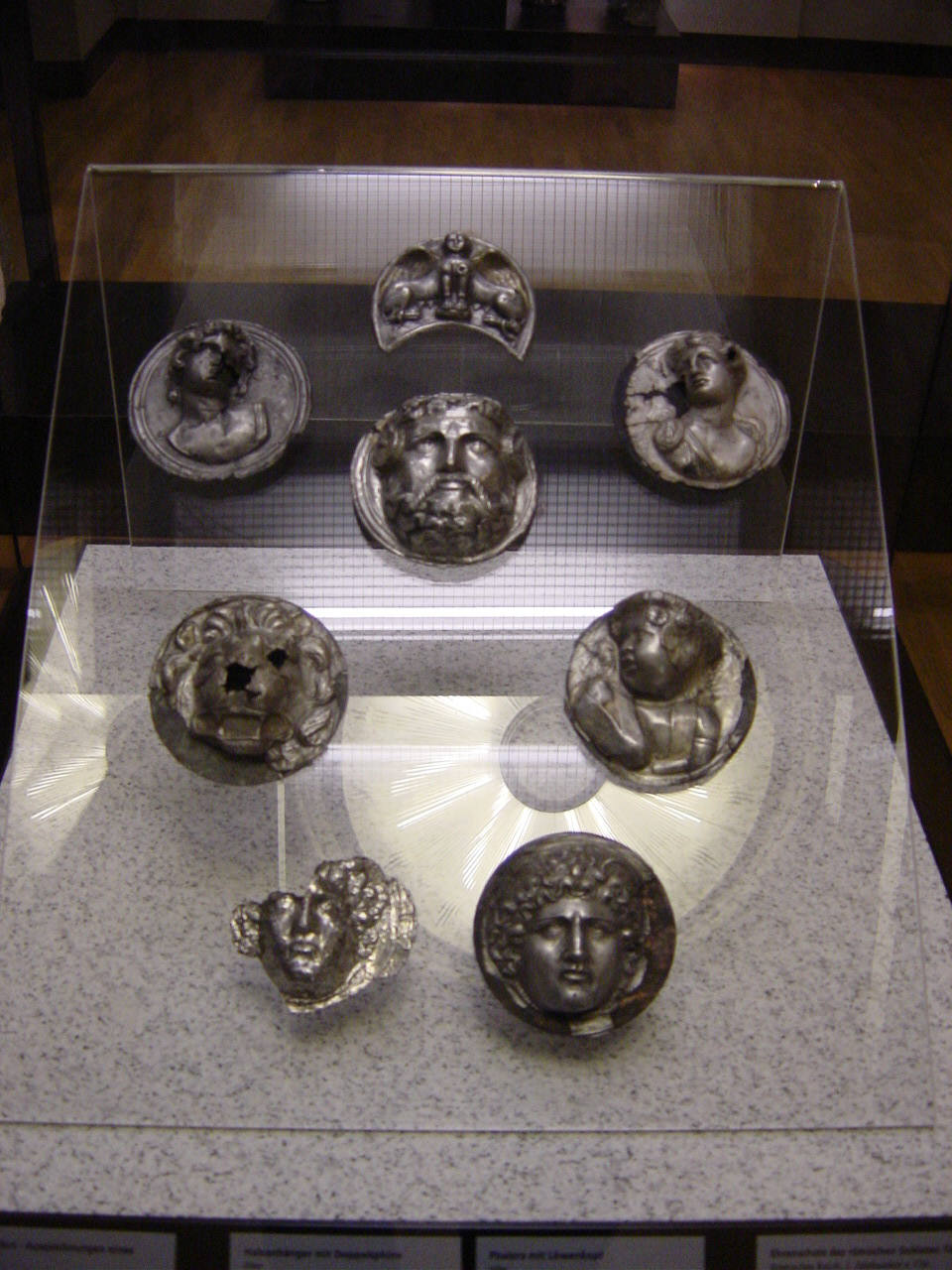
Набір металевих фалер. Німецький історичний музей, Берлін
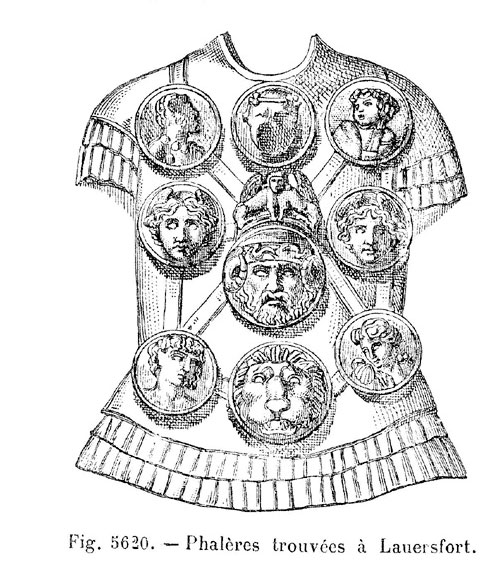
Розташування фалер на панцирі воїна. Реконструкція на основі знахідок у скарбниці замку Лауерфорт (Німеччина)
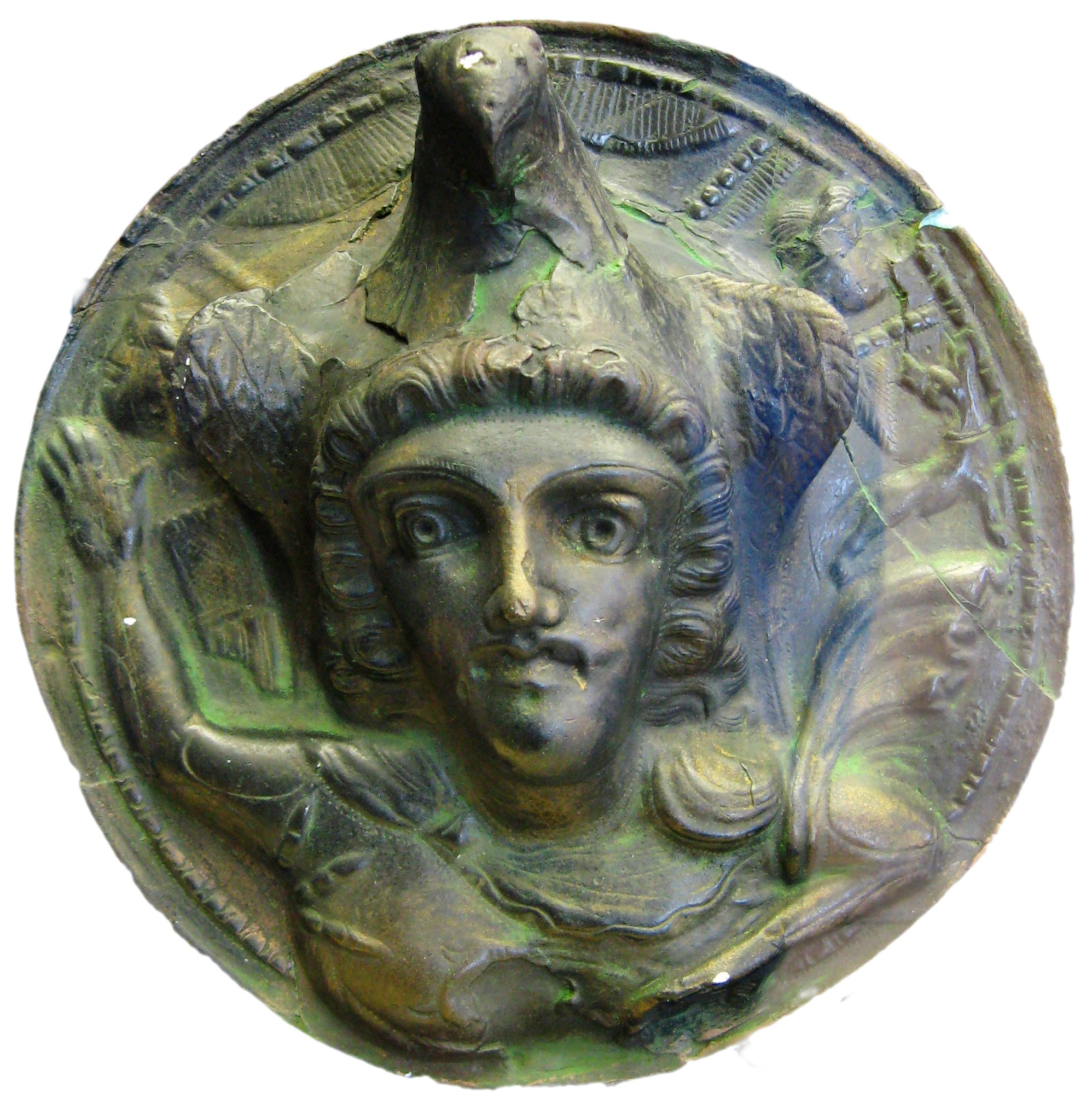
Фалера з музею міського району Шварценакер, Гомбург, Німеччина
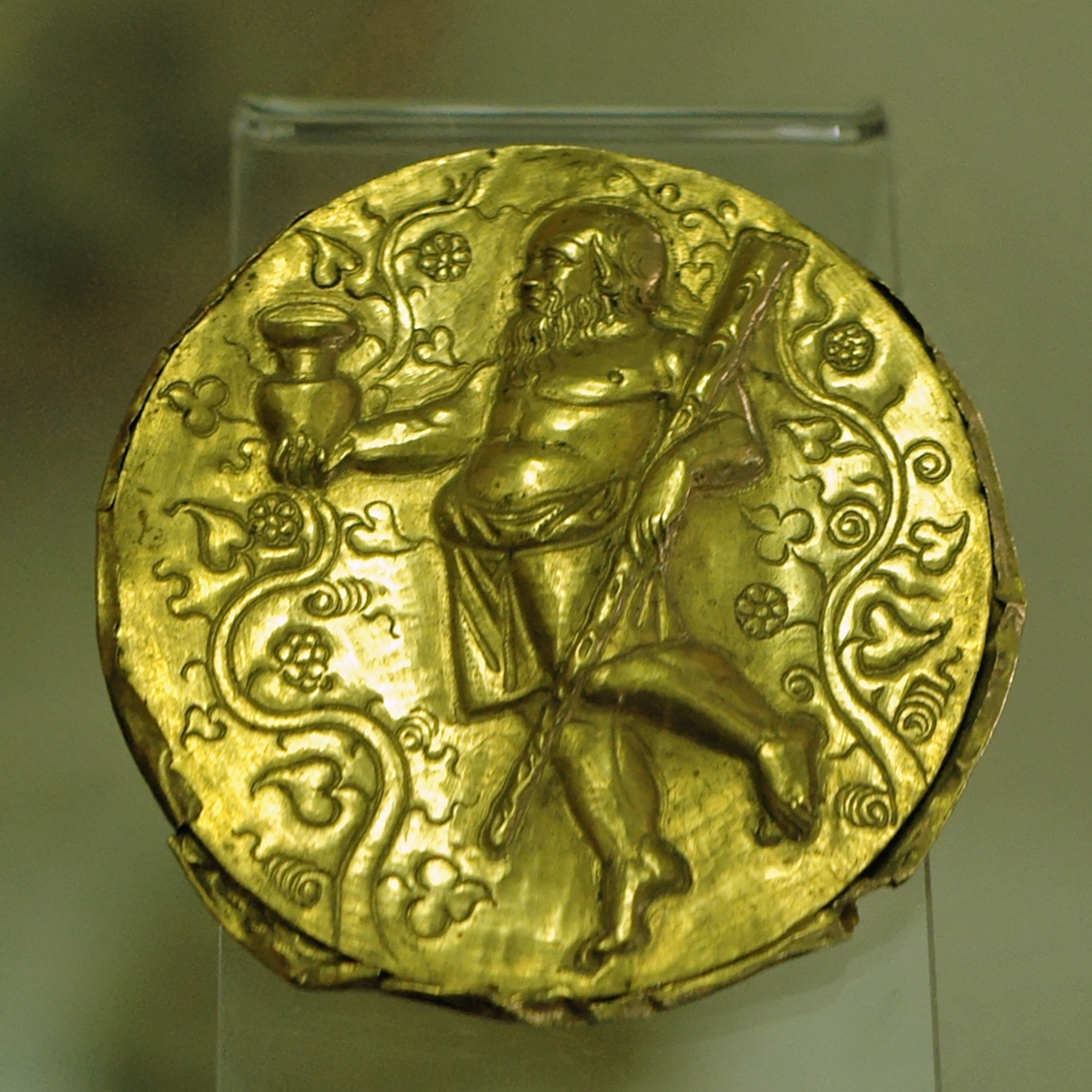
Фалера зі зображенням Силена. ІІІ ст. до н. е.
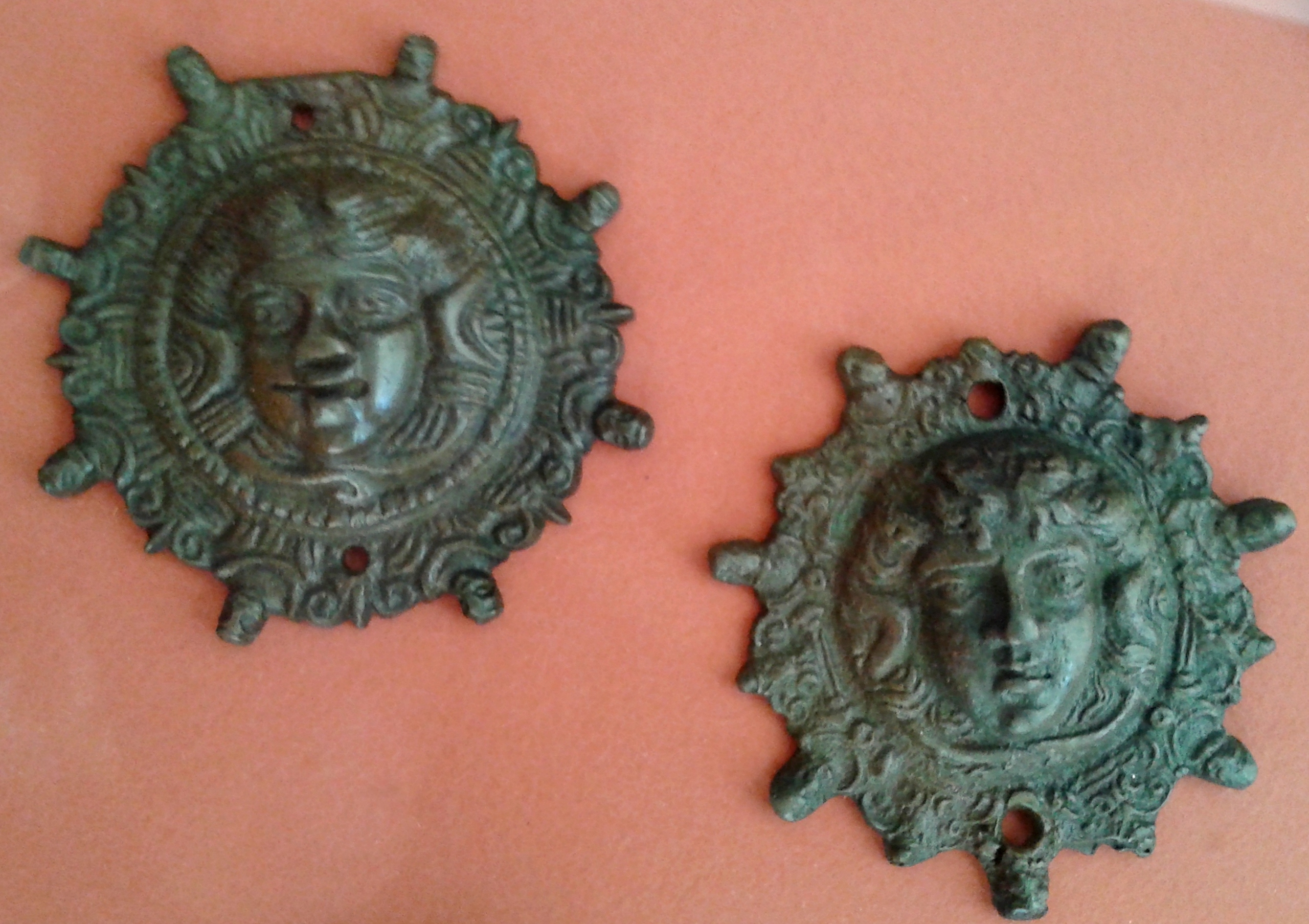
Фалери з головами Медузи Горгони
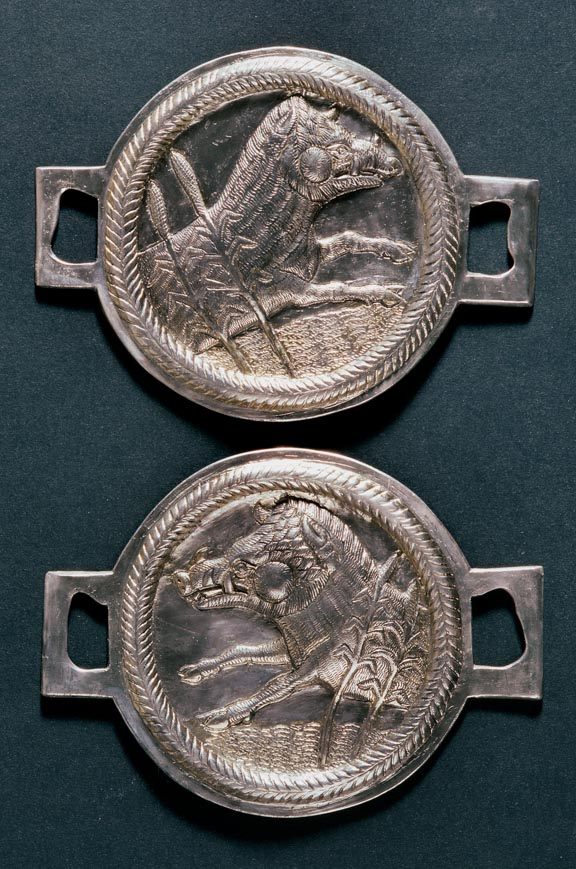
Фалери для прикрашення кінської збруї